# Guadiella
Guadiella is een geslacht van weekdieren uit de klasse van de Gastropoda (slakken).

## Soorten
- Guadiella andalucensis (Boeters, 1983)
- Guadiella ballesterosi Alba, Tarruella, Prats, Corbella & Guillén, 2009
- Guadiella ramosae Boeters, 2003

Niet geaccepteerde naam:
- Guadiella arconadae Boeters, 2003